# Dir

dir یکی از دستورهای سیستم عامل داس و خط فرمان ویندوز است. نام این دستور مخفف directory است. با استفاده از این دستور می‌توان پرونده‌ها و پوشه‌های داخل یک درایو و دایرکتوری را مشاهده کرد. ls دستور معادل dir در یونیکس است. البته dir در یونیکس و لینوکس وجود دارد ولی این دستور به همان ls ارجاع داده می‌شود.
دستور dir از زمان اولین انتشار سیستم عامل مایکروسافت داس به عنوان دستوری در کامندشل موجود بود و تا این زمان نیز یک برنامهٔ مجزا و مستقل محسوب نمی‌شود.

## استفاده در خط فرمان
طرز استفادهٔ این دستور در خط فرمان ویندوز به این صورت است:
```
DIR [drive:][path][filename] [/A[[:]attributes]] [/B] [/C] [/D] [/L] [/N]
[/O[[:]sortorder]] [/P] [/Q] [/S] [/T[[:]timefield]] [/W] [/X] [/4]
```

سوئیچ‌ها:
- /A (از Attribute): فقط فایل‌هایی را نشان می‌دهد که خصیصهٔ مورد نظر را داشته باشند:
  - /AD : پوشه‌ها
  - /AR : فایل‌های فقط خواندنی
  - /AH : فایل‌های مخفی
  - /AA : فایل‌های آماده برای بایگانی
  - /AS : فایل‌های سیستمی

استفاده از /A به تنهایی در خط فرمان باعث می‌شود تا تمام خصائص درنظر گرفته‌شوند.
- /B (از Bare): در هنگام فهرست‌کردن پوشه‌ها و پرونده‌ها از قالب‌بندی ساده شده‌استفاده می‌کند.
- /C: در هنگام نمایش اندازهٔ پرونده‌ها از جداکنندهٔ هزارگان استفاده می‌کند.
- /D: به جای نمایش فهرست، از قالب‌بندی جدول‌مانند استفاده می‌کند.
- /L (از lowercase): نام فایل‌ها را با حروف کوچک نمایش می‌دهد.
- /N (از New)
- /O (از Order): مرتب سازی فهرست برپایه:
  - /ON: برحسب نام به صورت الفبایی؛
  - /OS: برحسب اندازه فایل از کوچک به بزرگ؛
  - /OE: برحسب پسوند به صورت الفبایی؛
  - /OD: برحسب تاریخ فایل، از قدیم به جدید؛
  - /OG: ابتدا پوشه‌ها.
- /P (از Pauses یا Page): بعد از رسیدن به انتهای صفحه، از کاربر برای نمایش ادامهٔ جزئیات تأیید می‌خواهد.
- /Q: مالک فایل‌ها را نشان می‌دهد.
- /S (از Subdirectory): تمام پرونده‌ها وپوشه‌های داخلی را نیز نشان می‌دهد.
- /T (از Timefield): نمایش فایل‌ها را بر پایهٔ قالب‌بندی زمانی کنترل می‌کند؛ همچنین برای ترتیب‌دهی نیز استفاده می‌شود:
  - /TC (از Creation): تاریخ ساخت پرونده؛
  - /TA (از Access): تاریخ آخرین اجرای پرونده؛
- /TW (از Written): تاریخ آخرین رونویسی در پرونده.
- /W (از Wide): به جای نمایش فهرست‌وار، مثل /D عمل می‌کند اما بدون جدول.
- /X: نام کوتاه‌شدهٔ فایل‌ها را نیز نمایش می‌دهد.
- /4: سال‌ها را به‌جای دو عدد (مثلاً ۹۰) به صورت کامل و با چهار عدد (۱۳۹۰) نشان می‌دهد.

پارامترها:
- [drive:][path][filename] : نام درایو، مسیر، نام فایل.

### مثال‌ها
```
C:\>dir /ah-a /l /ta /od
```

متن بالا تمام فایل‌ها و پوشه‌های مخفی -به غیر از آن‌هایی که دارای خصیصهٔ بایگانی هستند- را که در ریشهٔ درایو C قرار دارند، به ترتیب تاریخ دسترسی (از قدیمی به جدید) مرتب می‌کند و نام این فایل‌ها را با حروف کوچک می‌نویسد.